# Mobbing (Arbeitsrecht)
Mobbing am Arbeitsplatz ist in der Gesetzgebung der einzelnen Staaten unterschiedlich normiert: In manchen Ländern (etwa Schweden, Frankreich oder Spanien) gibt es Gesetze gegen Mobbing am Arbeitsplatz. In den meisten Ländern der Welt besteht kein ausdrücklicher Schutz gegen Mobbing, solange nicht einzelne Handlungen rechtliche Tatbestände erfüllen. In Deutschland kann Mobbing am Arbeitsplatz als systematisches Anfeinden, Schikanieren oder Diskriminieren von Arbeitnehmern untereinander oder durch Vorgesetzte beschrieben werden. Es ist gekennzeichnet durch ein wiederholtes feindliches, herabwürdigendes, einschüchterndes, erniedrigendes oder beleidigendes Verhalten, das bei den Opfern häufig seelische Beeinträchtigungen und in der Folge auch psychosomatische Beschwerden hervorrufen kann.

## Europäische Union
Im Bericht über Mobbing am Arbeitsplatz an das Europäische Parlament wurden 2001 eine Bestandsaufnahme gegeben und Schlussfolgerungen abgeleitet. Die rechtliche Lage ist innerhalb der Europäischen Union uneinheitlich. Gelegentlich wurde die Schaffung einer Richtlinie gegen Mobbing am Arbeitsplatz erwogen.

### Ausgewählte Gerichtsurteile
- EuGH, Urteil vom 4. Juni 2020: Rechtsmittel – Öffentlicher Dienst – Europäischer Auswärtiger Dienst (EAD) – Bediensteter auf Zeit – Mobbing – Antrag auf Beistand – Ablehnung des Antrags – Aufhebungs- und Schadensersatzklage – Art. 41 der Charta der Grundrechte der Europäischen Union – Recht auf Anhörung – Art. 266 AEUV – Durchführung des Aufhebungsurteils[3]

## Deutschland
Mobbing am Arbeitsplatz ist für sich genommen in Deutschland kein strafbares Delikt. Einzelne Mobbinghandlungen sind jedoch strafbar und können angezeigt werden. So könnte es sich bei Mobbing etwa um den Straftatbestand der Körperverletzung handeln, sofern aus dem Mobbingverhalten nachweislich entsprechende körperliche Beeinträchtigungen resultieren. Allerdings können auch eine Reihe von Handlungen, die – separat betrachtet – unbeachtlich erscheinen, insgesamt gesehen Mobbing mit rechtlichen Konsequenzen bedeuten (Dauertatbestand). Problematisch ist jedoch immer der konkrete Nachweis des Mobbings, da Mobber versuchen, ihre Handlungen zu verschleiern. Im Falle eines Strafverfahrens werden viele Mobber daher nicht verurteilt und können danach ungestört weiter mobben.
Mobbing am Arbeitsplatz unterliegt einer besonderen gesetzlichen Kontrolle. Arbeitgeber stehen in der Pflicht, ihre Arbeitnehmer vor psychischer Belastung zu bewahren. Dies ergibt sich aus Art. 1 und Art. 2 des deutschen Grundgesetzes. Der Arbeitgeber ist verpflichtet, das Persönlichkeitsrecht, die Gesundheit und die Ehre des Arbeitnehmers zu schützen. Anders als in Frankreich und Schweden gibt es in Deutschland zwar kein spezielles Mobbing-Schutzgesetz, aber aus den vorhandenen gesetzlichen Bestimmungen, wie dem Arbeitsschutzgesetz, ergeben sich einige Schutz- und Handlungsmöglichkeiten.
In den letzten Jahren wurden durch mehrere Gerichtsurteile grundsätzlich die Rechte der gemobbten Arbeitnehmer gestärkt und die Pflichten der Arbeitgeber erweitert. Das Thüringer Landesarbeitsgericht hat entschieden, dass „der Arbeitgeber als Störer nicht nur dann in Anspruch genommen werden (kann), wenn er selbst den Eingriff begeht oder steuert, sondern auch dann, wenn er es unterläßt, Maßnahmen zu ergreifen oder seinen Betrieb so zu organisieren, dass eine Verletzung des Persönlichkeitsrechts ausgeschlossen wird“.
Mobbing kann zur fristlosen (außerordentlichen) Kündigung des Mobbers führen. Man muss jedoch bedenken, dass Zeugen aus Angst, selbst Mobbingopfer zu werden, oftmals nicht bereit sind, vor Gericht auszusagen. Diese mangelnde Bereitschaft gilt insbesondere dann, wenn Zeugen in einem Abhängigkeitsverhältnis zum Mobber stehen. Überlange Verfahrensdauern von mehr als zwölf Monaten sind bei einigen Arbeitsgerichten an der Tagesordnung und belasten die Opfer zusätzlich.
Für die Geltendmachung juristischer Ansprüche oder arbeitsrechtlicher Sanktionen sind drei Elemente erforderlich:
1. konkrete Beschreibung der einzelnen Ereignisse;
2. Verzahnung dieser Ereignisse im Sinnzusammenhang Mobbing, also der adäquate Kausalzusammenhang;
3. Verletzung von Rechtsgütern des Gemobbten oder Verstoß gegen konkrete arbeitsvertragliche Verpflichtungen.

In diesem Sinne ist also der Begriff Mobbing auch juristisch notwendig, um die Bedeutung eines Sachverhaltes richtig erfassen zu können. Eine klare juristische Definition des Mobbings existiert bisher jedoch nicht. Rechtlich relevante einzelne Handlungen sind:
- Kündigungen,
- Versetzungen,
- Abmahnungen,
- Tätlichkeiten,
- sexuelle Belästigungen,
- Beleidigungen (§ 185 StGB),
- üble Nachreden (§ 186 StGB),
- Verleumdungen (§ 187 StGB),
- Nötigungen (§ 240 StGB),
- falsche Verdächtigungen (§ 164 StGB).

Auch die Erteilung von sinnlosen oder weit unter der Qualifikation des Mitarbeiters befindlichen Arbeitsaufgaben gehören zu den relevanten Handlungen. Dazu zählen auch zeitlich nicht bewältigbare Aufgaben. Solche Methoden werden insbesondere beim Quiet Firing (übersetzt: Stilles Feuern) angewendet. Die Effizienz des Rechtsschutzes ist bei diesen Handlungen unterschiedlich ausgeprägt. Während die erfolgreiche Verteidigung gegen eine unberechtigte Kündigung, Versetzung, Abmahnung recht einfach ist, ist sie bei sexueller Belästigung, Beleidigung, übler Nachrede, Verleumdung, Nötigung und falscher Verdächtigung eher mühselig und praktisch schwer durchsetzbar.
Den genannten, für sich genommen juristisch relevanten Tatbeständen stehen solche gegenüber, die – als einzelne Handlung betrachtet – keine juristische Relevanz haben. Hierzu zählen:
- soziale Isolation,
- Vorenthalten von Informationen,
- intensive Kontrolle,
- kleinliche Kritik.

In diesen Fällen ist jedoch zu beachten, dass eine bloße Strafanzeige nicht ausreicht, sondern ein Strafantrag Prozessvoraussetzung ist und dieser innerhalb von drei Monaten gestellt werden muss. Der Staatsanwalt prüft dann, ob bei diesem Antragsdelikt ein öffentliches Interesse zur Verfolgung besteht und verweist gegebenenfalls auf den wenig aussichtsreichen Privatklageweg. Werden diese juristischen Einwände überwunden, ist es noch unklar, ob ein als Mobbing erlebtes Verhalten strafrechtliche Relevanz hat. Die soziale Ausgrenzung eines Kollegen kann dann als strafbar betrachtet werden, wenn das Verhalten der Täter über das sozial vertretbare Maß hinausgeht, wie zum Beispiel das demonstrative Verlassen des Raumes oder das demonstrative Ignorieren.
Sobald der Arbeitgeber von Mobbing in seinem Betrieb erfährt, muss er seiner Fürsorgepflicht nachkommen. Er ist handlungsverpflichtet und muss eine wirksame Intervention (Bsp.: Mitarbeitergespräch, Weisungsrecht, Abmahnung, Kündigung, Versetzung) ergreifen. Einen mobbenden Arbeitnehmer kann er unter besonderen Umständen auch fristlos entlassen, z. B. wenn Gesundheitsschäden eingetreten sind. Bei Untätigkeit des Arbeitgebers oder unwirksamer Intervention kann in Deutschland das Opfer Schadensersatz auch vom Arbeitgeber verlangen. Der Schadensersatz bezieht sich dann auf Therapiekosten, Rechtswegkosten, Schmerzensgeld.
Soweit ein Mobbing-Fall ein Fall von Diskriminierung ist, und insbesondere wenn es sich um Mobbing im Zusammenhang mit Geschlecht, Religion, Behinderung, Herkunft oder sexueller Identität handelt, hat in Deutschland das Opfer aufgrund des Allgemeinen Gleichbehandlungsgesetzes (AGG) erheblich erweiterte Rechte z. B. bezüglich der Beweislast.

### Rechtsprechung des Bundesarbeitsgerichtes
Das Bundesarbeitsgericht (BAG) hat Mobbing als „systematisches Anfeinden, Schikanieren oder Diskriminieren von Arbeitnehmern untereinander oder durch Vorgesetzte“ bezeichnet. Nach dem Inkrafttreten des Allgemeinen Gleichbehandlungsgesetzes (AGG) hat es für die Umschreibung des Begriffes des Mobbings die Definition einer benachteiligenden Belästigung nach § 3 Abs. 3 AGG herangezogen. Danach sei Mobbing gekennzeichnet von „unerwünschten Verhaltensweisen, die bezwecken oder bewirken, dass die Würde der betreffenden Person verletzt und ein von Einschüchterungen, Anfeindungen, Erniedrigungen, Entwürdigungen oder Beleidigungen gekennzeichnetes Umfeld geschaffen wird“.
Nach der Rechtsauffassung des Bundesarbeitsgerichtes gilt eine wirksam vertraglich vereinbarte Ausschlussfrist (z. B. im öffentlichen Dienst sechs Monate nach § 37 TVöD) zwar grundsätzlich auch für Schadensersatz- und Entschädigungsansprüche wegen Verletzung des allgemeinen Persönlichkeitsrechts und damit für Ansprüche aus mobbingbedingten Verletzungshandlungen. Dabei sind aber die Besonderheiten bei Mobbing insofern zu beachten, als eine Gesamtschau vorzunehmen ist, ob einzelne Verletzungen des allgemeinen Persönlichkeitsrechts ein übergreifendes systematisches Vorgehen darstellen. Länger zurückliegende Vorfälle sind zu berücksichtigen, soweit sie in einem Zusammenhang mit den späteren „Mobbing“-Handlungen stehen. Ansprüche auf Schmerzensgeld sind regelmäßig durch die arbeitsrechtlichen Ausschlussfristen beschränkt. Anknüpfungspunkt ist bei Mobbing stets die letzte Handlung. Hiervon abweichend wird beim Straining an den Wegfall der schweren Folge angeknüpft. Da Straininghandlungen in Mobbingprozessen enthalten sein können, entfalten diese eine Klammerwirkung.
Der Entscheidung lag zugrunde, dass ein Arbeitnehmer bei dem Arbeitgeber bzw. dessen Vorgänger seit 1987 beschäftigt war und vorgetragen hatte, er sei im Laufe seiner Beschäftigung in vielfältiger Weise systematischen Mobbing-Handlungen ausgesetzt gewesen und deswegen psychisch bedingt arbeitsunfähig erkrankt. Mit der Klage machte er Ansprüche auf Schadensersatz, Schmerzensgeld und Entschädigung wegen Persönlichkeitsverletzung geltend. Das Landesarbeitsgericht hatte zuvor seine zurückweisende Entscheidung mit der Nichteinhaltung der sechsmonatigen Ausschlussfrist durch den Arbeitnehmer begründet. Es berücksichtigte deshalb nur Einzelakte, die bei der erstmaligen Geltendmachung der Ansprüche noch nicht länger als sechs Monate zurücklagen.

### Ausgewählte Gerichtsurteile
- BAG, Urteil vom 16. Mai 2007: Ansprüche auf Schadenersatz, Schmerzensgeld gegen den Arbeitgeber wegen Mobbing; Berücksichtigung von zurückliegenden Mobbinghandlungen, die vor/außerhalb der – hier sechsmonatigen – Ausschlussfrist vorgetragen wurden, wenn diese mit den letzten Mobbinghandlungen im Zusammenhang stehen.[13]
- LAG Baden-Württemberg, Urteil vom 12. Juni 2006.[16]
- LAG Thüringen, Urteil vom 28. Juni 2005: Grundsatzurteil, Einhaltung der Menschenwürde am Arbeitsplatz.[17]
- LAG Thüringen, Urteil vom 10. April 2001: Grundsatzurteil, Mobbing eines Sparkassenabteilungsleiters durch andauernde Schikanen und Herabwürdigungen, die in eine Degradierung um sechs Gehaltsstufen mündeten.[18]
- LAG Thüringen, Urteil vom 15. Februar 2001: Grundsatzurteil, Mobbing als Grund für eine fristlose Kündigung.[19]

## Österreich
Ein Schutz gegen Mobbing kann sich aus der Fürsorgepflicht des Arbeitgebers (§ 1157 ABGB und § 18 AngG) ergeben. Mobbingopfer können die Unterlassung des Arbeitgebers, den Fürsorgepflichten ihnen gegenüber nachzukommen, einklagen. Kommt der Arbeitgeber seinen Pflichten gegenüber dem erfolgreichen Kläger nicht sofort nach, kann das Urteil exekutiert werden. Mobbing kann Tatbestände, die gegen das Gleichbehandlungsgesetz oder das Strafgesetz verstoßen, erfüllen. Daraus können sich in bestimmten Fällen Schadensersatzansprüche oder Strafen für die Täter ableiten.
Das Cyber-Mobbing ist durch § 107c StGB unter Strafe gestellt.
Ausgewählte Gerichtsurteile
- OGH (Oberster Gerichtshof, Österreich), Beschluss vom 26. November 2012: Der Arbeitnehmer hat ein Recht darauf, dass der Arbeitgeber aktiv wird und die erforderlichen Mittel ergreift, um ihn vor weiteren Angriffen zu schützen.[21]
- OGH, Urteil vom 22. Dezember 2005: Erkrankung infolge von Mobbing am Arbeitsplatz gilt nicht als Berufskrankheit.[22]
- OGH, Urteil vom 29. Juni 2005: Behauptungslast.[23]
- OGH, Urteil vom 26. August 2004: Die den Arbeitgeber treffende Fürsorgepflicht erstreckt sich nicht nur auf den direkten Arbeitgeber, sondern zumindest in gewisser Weise auch auf den, in dessen Betrieb der Arbeitnehmer in abhängiger Weise eingegliedert ist.[24]

## Schweiz
Mobbing wird arbeitsrechtlich als Verletzung der Persönlichkeit im Sinne von Art. 328 OR betrachtet. Der Arbeitgeber ist insbesondere verpflichtet, das Mobbing einzustellen beziehungsweise entsprechende Weisungen an den Mobber zu erlassen.